# چرم ساغری (رمان)
چرم ساغری (به فرانسوی: La Peau de chagrin) رمانی از انوره دو بالزاک است. بالزاک این رمان را در سال ۱۸۳۱ منتشر کرد.
داستان مرد جوانی است که قطعه‌ای از چرم ساغری (چرم پوست کفل اسب) را پیدا می‌کند. این قطعه چرم، جادویی است و می‌تواند تمام خواسته‌های مرد جوان را برآورده کند. اما با برآورده شدن هر آرزو، چرم کوچک و کوچک‌تر می‌شود…
محمود اعتمادزاده (با نام قلمی م.ا. به‌آذین) این کتاب را به فارسی ترجمه کرده‌است.